# Nicolai Larsen
Nicolai Oppen Larsen, född 9 mars 1991, är en dansk fotbollsmålvakt som spelar för Guingamp. Han är barnbarn till den tidigare danska landslagsmålvakten, Benno Larsen.

## Klubbkarriär
Larsen började sin karriär i Herlev IF och gick 2005 till Lyngby BK. Han spelade för Lyngby fram till säsongen 2010/2011 då han skrev på för AaB. Han var först reservmålvakt i klubben bakom Karim Zaza, men då Zaza lämnade klubben under sommaren 2011 tog Larsen över rollen som förstemålvakt. Han debuterade för AaB mot Brøndby IF i den första omgången av Superligaen 2011/2012, en match som slutade 2–2.
Den 25 juni 2020 värvades Larsen av franska Ligue 2-klubben Guingamp, där han skrev på ett tvåårskontrakt.

## Landslagskarriär
Larsen har spelat 37 landskamper för diverse danska ungdomslandslag.